# گورستان شهریور
گورستان شهریور مربوط به سده‌های اولیه و میانه دوران‌های تاریخی پس از اسلام است و در شهرستان اردبیل، بخش مرکزی، دهستان غربی، روستای شهریور واقع شده و این اثر در تاریخ ۱۵ دی ۱۳۸۷ با شمارهٔ ثبت ۲۴۰۰۵ به‌عنوان یکی از آثار ملی ایران به ثبت رسیده است.